# بیتی کامیه‌نی
بیتی کامیه‌نی (به لهستانی:  Bity Kamień) یک روستا در لهستان است که در گمینا دانبرووا بیاووستوتسکا واقع شده‌است. بیتی کامیه‌نی ۲۰ نفر جمعیت دارد.